# يامبيو
يامبيو مدينة في جنوب السودان وهي عاصمة ولاية غرب الاستوائية بالقرب من الحدود مع جمهورية الكونغو الديمقراطية. يامبيو هي موطن شعب الزاندي.

## ديموغرافيا
| سنة           | عدد السكان |
| ------------- | ---------- |
| 1973 (إحصاء)  | 6.675      |
| 1983 (إحصاء)  | 24.927     |
| 2007 (تقريبا) | 41.997     |